# Happurg
Happurg é um município da Alemanha, no distrito de Nürnberger Land, na região administrativa de Média Francónia, estado de Baviera.